# Eugène Bonnet
Pour les articles homonymes, voir Bonnet.
Eugène Bonnet, né le 20 avril 1922 à Lapasset (aujourd'hui Sidi Lakhdar) et mort le 17 juillet 2003 à Toulouse, est un homme politique français.

## Détail des fonctions et des mandats
Mandat parlementaire
- 26 septembre 1971 - 9 juillet 1974 : sénateur suppléant
- 9 juillet 1974 - 1er octobre 1980 : sénateur de la Haute-Garonne
  - Remplace Marcel Cavaillé, nommé secrétaire d'État aux Transports du gouvernement Chirac I.

Mandats locaux
- mars 1965 - mars 1971 : adjoint au maire de Balma
- mars 1971 - juin 1995 : maire de Balma
- 14 mars 1982 - 11 mars 2001 : conseiller général du canton de Toulouse-VIII

## Décorations
- Croix de guerre 1939-1945 avec étoile de bronze
- Médaille militaire